# Liechtensteinischer Adel

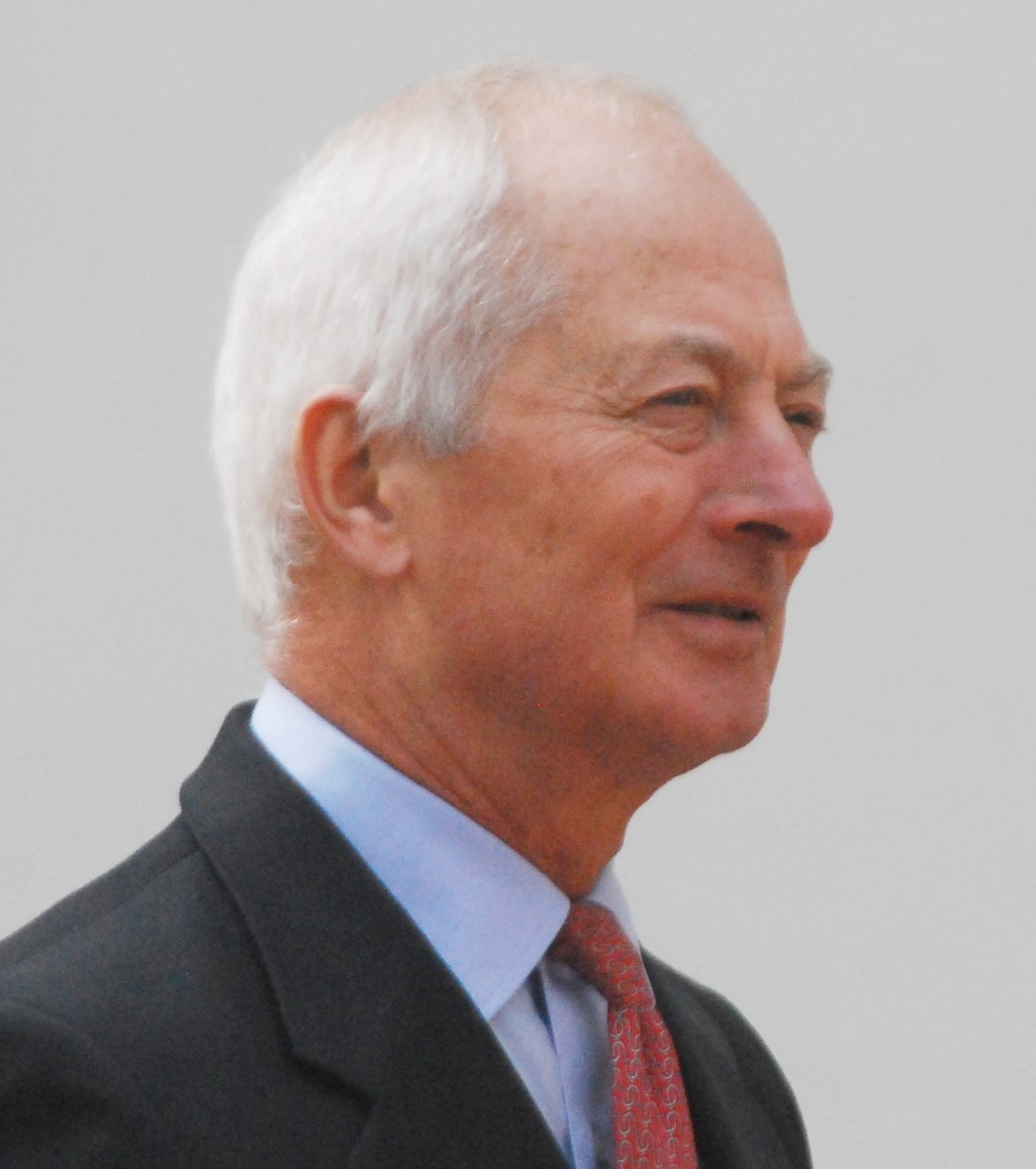
Seine Durchlaucht Fürst Hans-Adam II. von und zu Liechtenstein, Staatsoberhaupt und Fons honorum des Fürstentums Liechtenstein

Der liechtensteinische Adel umfasst Personen und Familien, welche im Fürstentum Liechtenstein in den Adelsstand erhoben wurden oder eine Anerkennung ihres ausländischen Adels erfahren haben. Auch morganatische Zweige des Fürstlichen Hauses zählen dazu. Neben Belgien ist Liechtenstein die einzige deutschsprachige Monarchie, in welcher erbliche Adelsverleihungen und Standeserhöhungen noch heute grundsätzlich möglich sind, wobei aus adelsrechtlicher Sicht nur der liechtensteinische Adel tatsächlich ein „Adel deutscher Zunge“ ist.
Zuletzt kam es 1979 zu einer Nobilitierung.

## Geschichte und Rechtsgrundlagen
Das Recht, den Adel oder Adelstitel zu verleihen und anzuerkennen, steht, wie auch in anderen Monarchien, ausschliesslich dem Staatsoberhaupt, derzeit S.D. Fürst Hans-Adam II. von und zu Liechtenstein, zu. Er allein entscheidet, in Beratung mit der Regierung, über Auszeichnungen und damit auch über etwaige Adelsverleihungen (Fons honorum).
Das Haus Liechtenstein erhielt bereits in einzelnen Linien 1607 mit dem Kleinen Palatinat das Recht zur Erstellung bürgerlicher Wappenbriefe und 1633 mit dem Grossen Palatinat das Recht, Adelsverleihungen und Standeserhöhungen vorzunehmen. 1815 wurde Liechtenstein als nunmehr unabhängiges Land in den Deutschen Bund aufgenommen, wodurch die Fürsten endgültig ein hoheitliches Nobilitierungsrecht erhielten. Seitdem sind auch Erhebungen in den Freiherren- und Grafenstand möglich.
Adelsverleihungen waren in Liechtenstein seit jeher spärlich, wenngleich die Regierung die Möglichkeit neuer Nobilitierungen in der Zukunft nicht verneint. Die meisten Gnadenakte betreffen Ausländer, welche in liechtensteinische Dienste traten, sowie Mitglieder des Fürstlichen Hauses, welche bis Ende des 20. Jahrhunderts bei nicht standesgemässer Heirat ihren Prinzentitel ablegen mussten und einen niedrigeren Morganatentitel erhielten.
Das liechtensteinische Adelsrecht entspricht weitgehend dem österreichischen und ist grösstenteils ein ungeschriebenes Gewohnheitsrecht. Der Begriff „Adel“ wird in der liechtensteinischen Gesetzgebung nur selten erwähnt. Nach österreichischem Brauch wird in Liechtenstein ein Adelstitel, anders als vor 1918 in Deutschland, im Nachnamen, nicht vor dem Vornamen, angegeben. Ausgenommen davon sind Mitglieder des Fürstlichen Hauses, welche den Prinzentitel vor dem Vornamen führen. Der Adel oder ein Titel kann persönlich oder erblich sein. Der erbliche Adel wird im ehelichen, leiblichen Mannesstamme vererbt (salisches Recht). Die Ehefrau folgt dem Ehemann in seinem Stand – eine nichtadelige Frau wird durch die Heirat mit einem adeligen Manne adelig, eine adelige Frau verliert jedoch bei Verheiratung mit einem nichtadeligen Mann ihren Adel. Bemerkenswert ist, dass seit dem 20. Januar 1926 der liechtensteinische Adel unbeschränkt auch durch Adoption übertragen werden kann, wodurch theoretisch eine Umgehung des salischen Rechtes möglich ist.
Bei der Einbürgerung eines Ausländers kann sein Adel anerkannt werden. Dafür muss er wenigstens eine beglaubigte Abschrift der Adelsurkunde einreichen. Vorrechte sind mit der Anerkennung des Adels nicht verbunden. Für die Verleihung des Adels sowie für die Anerkennung des ausländischen Adels bei Einbürgerung wird eine Gebühr erhoben.
Im Fürstentum Liechtenstein ist der strafrechtliche Adelsverlust möglich.
Die liechtensteinische Regierung erteilt aus grundsätzlichen Überlegungen keine Auskünfte zum Thema Adel, welche über die Bejahung des fürstlichen Nobilitierungsrechtes hinausgehen.

## Liste der bekannten adelsrechtlichen Gnadenakte
Es existiert keine offizielle Liste der durch die Fürsten vorgenommenen Adelsverleihungen und Standeserhöhungen. Folgende Liste umfasst alle bekannten Adelsverleihungen, Standeserhöhungen und sonstigen Gnadenakte, welche durch die Fürsten von und zu Liechtenstein vorgenommen wurden, sowohl in Bezug auf die Mitglieder des Fürstlichen Hauses als auch auf Aussenstehende.
Einige liechtensteinische Standeserhöhungen wurden ins Genealogische Handbuch des Adels aufgenommen, meist handelt es sich dabei um Mitglieder bereits adeliger Familien.
Die Informationen könnten unvollständig sein. Unsichere Angaben stehen in Klammern.

### Gundakar
1637
- Martin Johann Weidlich, Stadtschreiber von Mährisch Trübau, mit seinem Bruder Michael, bürgerlicher Wappenbrief[Anm. 1][3]

### Carl Eusebius
1662
- Lorenz Leitter, fürstlicher Rat, erblicher einfacher Adelsstand als Leitter v. Tannenberg[Anm. 2][3]

### Anton Florian
1717
- Sebastian Heinrich Sydler, fürstlich liechtensteinischer Hofmeister, mit seinen Gebrüdern und Vettern Josef Anton Gottlieb, Franz Wolf Anton und Josef Karl, einfacher erblicher Adelsstand als Sydler v. Rosseneck[3]
- Stephan Christoph Harpprecht (1676–1735), Jurist und fürstlich liechtensteinischer Hofrat, erblicher alter rittermässiger Adelsstand als Harpprecht v. Harpprechtstein[3][7]

### Josef Johann Adam
1722
- Johann Umbscheiden, fürstlich liechtensteinischer Instruktor a. D., erblicher einfacher Adelsstand als Umscheiden v. u. z. Rittersdorf[3][8]

1723
- Franz Anton Leitter v. Tannenberg, fürstlich liechtensteinischer Wirtschaftsrat, erblicher rittermässiger Adelsstand als Leitter Ritter und Edler v. Tannenberg[Anm. 3][3]

1730
- Anton Herrmann Ellerts, fürstlich liechtensteinischer Rat und Gesandter in Kassel, erblicher rittermässiger Adelsstand[3]

Unbekanntes Jahr
- Peter Nicklas Schoultzen, herzoglich schleswig-holsteinischer Amtmann in Neukloster, erblicher einfacher Adelsstand[3]

### Josef Wenzel Lorenz
1749
- Christian Metzger, k.k. Dragoner-Leutnant, erblicher alter rittermässiger Adelsstand[3]

Unbekanntes Jahr
- Ferdinand Wrede, Sekretär des Domkapitels zu Paderborn, erblicher alter rittermässiger Reichsadelsstand[Anm. 4][3]

### Alois II.
1846
- Eduard Strahl, Ausculant am k.k. Landgericht in Görz, erblicher einfacher Adelsstand als Edler v. Strahl[Anm. 5][3]

### Johann II.
1859
- Karl v. Vogelsang (1818–1890), Vertrauter des Fürsten und späterer christlich-sozialer Politiker, erblicher Freiherrenstand[Anm. 6][9][10]
- Justin Thimotheus Balthasar v. Linde (1797–1870), Jurist und Diplomat, erblicher Freiherrenstand als Freiherr Linde v. Linden zu Dreyss[Anm. 7][3][11][12]

1868
- Mayer Ritter v. Mayrau (1811–1883), Beamter und Industrieller, erblicher Freiherrenstand[Anm. 8][13]

1872
- Hermann Karl Joseph Roesdorf-Salm (1843–1910), Sohn des Prinzen und Altgrafen Karl zu Salm-Reifferscheid-Krautheim (1803–1864) aus seiner morganatischen Ehe mit Thekla Roesdorf, erblicher Freiherrenstand als Freiherr v. Roesdorff[3]

1873
- Franz Xaver Ritter v. Haberler (1825–1904), fürstlich liechtensteinischer Hofrat, erblicher Freiherrenstand[Anm. 9][3]

1884
- Karl Haus v. Hausen (1823–1889), Landesverweser, erblicher Freiherrenstand[Anm. 10][14]

1921
- Ernst v. Klopp-Vogelsang (1888–1956), k. u. k. Oberstleutnant, Neffe und Adoptivsohn des Freiherrn Justin v. Vogelsang (1864–1940), erblicher Freiherrenstand[Anm. 11][15]

### Franz I.
1936
- Maurice Arnold Freiherr de Forest-Bischoffsheim (1879–1968), Unehelicher Sohn von Freiherr Lucien v. Hirsch auf Gereuth, Rennfahrer und britischer liberaler Politiker, (erblicher) Grafenstand als Graf v. Bendern[Anm. 12][16]

Unbekanntes Jahr
- Eduard Oleg Alexandrowitsch von Falz-Fein (1912–2018), russischstämmiger Unternehmer, Sportfunktionär und Mäzen, (erblicher) Freiherrenstand[Anm. 13]
- Eduard Theodor von Falz-Fein (1912–1974), russischstämmiger Bobfahrer, (erblicher) Freiherrenstand

### Franz-Josef II.
1938
- Walter Probst (1887–1963), Exportunternehmer und liechtensteinischer Honorarkonsul, erblicher einfacher Adelsstand als v. Probst[17]
- Ernst Charles Pauer, Anerkennung der (fremden) Erhebung in den Adelsstand für Liechtenstein bei seiner Einbürgerung auf Beschluss des Landtages[18]

1939
- Heinrich Georg Stahmer (1892–1978), nationalsozialistischer deutscher Diplomat, deutscher Botschafter in Japan, erblicher Freiherrenstand und persönlicher Grafenstand als Freiherr v. Stahmer, Graf v. Silum[Anm. 14][19]
- Albrecht Diedrich Dieckhoff (1896–1965), Rechtsanwalt und Rechtsberater des Fürsten bei der deutschen Regierung, erblicher Freiherrenstand als Freiherr v. Dieckhoff[Anm. 15][20][21]

1950
- Prinz Wilhelm von und zu Liechtenstein (1922–2006), erblicher Grafenstand als Graf v. Hohenau[Anm. 16][Anm. 17][22]

1951
- Shelagh Brunner (1902–1983), (erste) Ehefrau zur linken Hand von Prinz Ferdinand von und zu Liechtenstein (1901–1981), erblicher Grafenstand als Gräfin v. Rietberg[Anm. 16][22]

1966
- Tamara Nyman (* 1939), (erste) Ehefrau zur linken Hand von Prinz Albrecht von und zu Liechtenstein (1940–2017), Titel einer Baronin von Landskron[23]

1971
- Prinz Albrecht von und zu Liechtenstein (1940–2017), erblicher Freiherrenstand als Freiherr v. Landskron[Anm. 16][Anm. 17][22]

1975
- Georgette Maria Ansay (1916–2003), (vierte) Ehefrau zur linken Hand von Prinz Ferdinand von und zu Liechtenstein (1901–1981), Titel einer Prinzessin von und zu Liechtenstein ad personam[Anm. 16][22]

1979
Es wird angegeben, dass im Jahre 1979 eine Nobilitierung stattfand, ohne den Begünstigten zu nennen.

### Hans-Adam II.
Fürst Hans-Adam II. hat bisher keine Nobilitierungen und Standeserhöhungen vorgenommen.
Jedoch wurde bei der Heirat des Erbprinzen Alois im Jahre 1993 die Zugehörigkeit seiner Frau Erbprinzessin Sophie, geborene Herzogin in Bayern, zum Haus Wittelsbach anerkannt, sodass ihr in Liechtenstein die Anrede Königliche Hoheit statt der sonst für Mitglieder des Fürstlichen Hauses üblichen Anrede Durchlaucht gebührt. Da sie bis zur Heirat ausschliesslich deutsche Staatsbürgerin war, wäre dies nach bundesdeutschem Recht eigentlich nicht gegeben.

## Liste liechtensteinischer Adelsgeschlechter
In diese Liste sind alle bekannten blühenden oder abgestorbenen Adelsgeschlechter des Fürstentums Liechtenstein einzutragen, nicht jedoch kinderlose oder nur persönlich Geadelte, deren Adel mit ihrem Tod erlosch, und auch nicht die Familien der ins Haus Liechtenstein oder andere liechtensteinische Familien einheiratenden Frauen, die den liechtensteinischen Adel nur durch Heirat erworben haben.
| Name                     | Anmerkungen und Daten | Bekannte Familienmitglieder | Wappen |
| ------------------------ | --- | --- | ------ |
| von und zu Liechtenstein | Fürsten und Grafen. Um 1136 erwähntes österreichisches Apostelgeschlecht, welches die Reichsunmittelbarkeit Anfang des 18. Jahrhunderts erlangte. Regierendes Haus seit 1719, einzige in Liechtenstein anerkannte Familie des Hohen Adels. Blüht bis heute und gilt als eines der zahlenmäßig größten Häuser des Hohen Adels. | - Fürst Hans-Adam II. (* 1945) - Erbprinz Alois (* 1968) - Fürst Franz-Josef II. (1906–1989) - Hugo von Liechtenstein (Stammvater) Siehe auch Stammliste des Hauses Liechtenstein |        |
| Vogelsang                | Zweig eines pommerschen Uradelsgeschlechtes, welcher 1859 den liechtensteinischen Freiherrenstand erlangte. | - Karl von Vogelsang (1818–1890) - Carl von Vogelsang (1900–1977) |        |
| Falz-Fein                | Russische briefadelige Familie deutscher Herkunft, die den liechtensteinischen Freiherrenstand erlangte. Blüht bis heute. | - Eduard Alexandrowitsch von Falz-Fein (1912–2018) - Eduard Theodor von Falz-Fein (1912–1974)                                                                                     |        |
| Ellerts                  | Westfälische Familie, deren Stammvater 1730 in den liechtensteinischen Adelsstand erhoben wurde. Blüht bis heute. | - Gisbert von Ellerts (1875–1956) |        |

## Weitere adelige Liechtensteiner
Folgende liechtensteinische Staatsbürger sind oder waren im historischen Sinne adelig, wobei unklar ist, ob sie zu einer der in Liechtenstein anerkannten Familien gehören.
- Frederick "Rikky" von Opel (* 1947)
- Oskar Adolf Baron von Rosenberg-Redé (1878–1939)
- Kathinka von Deichmann (* 1994)
- Camilla von Lattorff (* 2005), Tochter einer Prinzessin von und zu Liechtenstein
- Max Egon zu Hohenlohe-Langenburg (1897–1968)
- Max von Hohenlohe (1931–1994)
- Hubertus von Hohenlohe (* 1959)

## Galerie

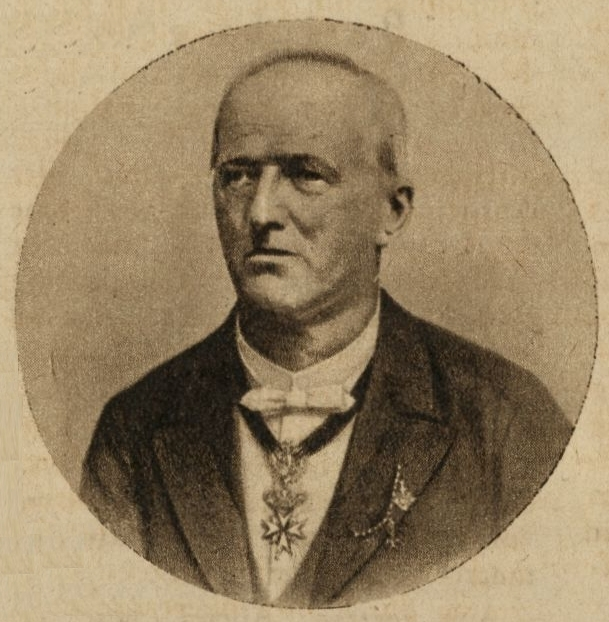
Karl Freiherr v. Vogelsang
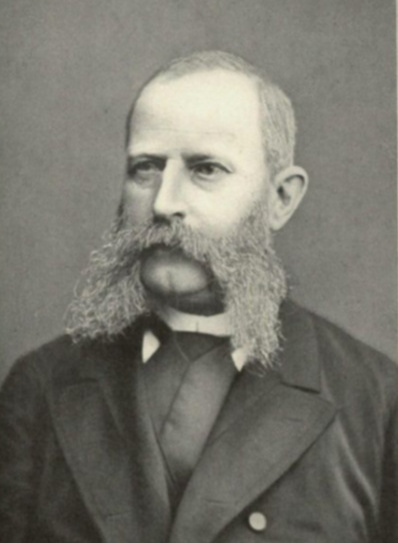
Karl Freiherr Haus v. Hausen
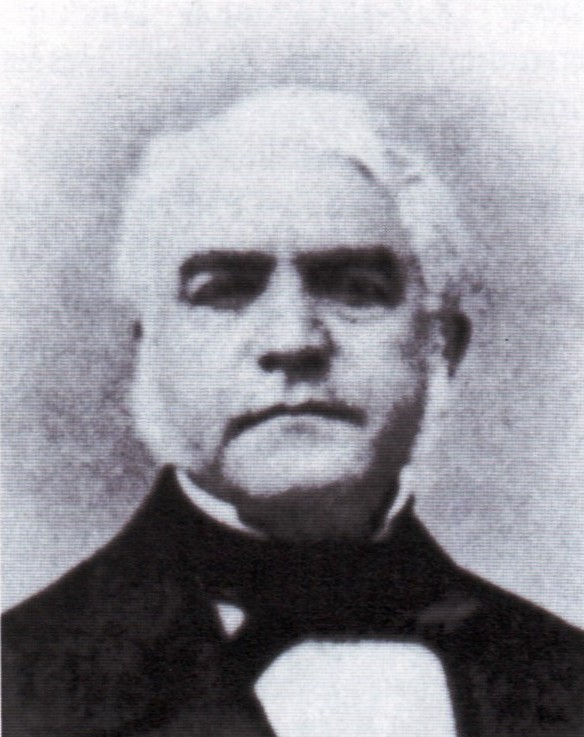
Justin Freiherr Linde v. Linden zu Dreyss
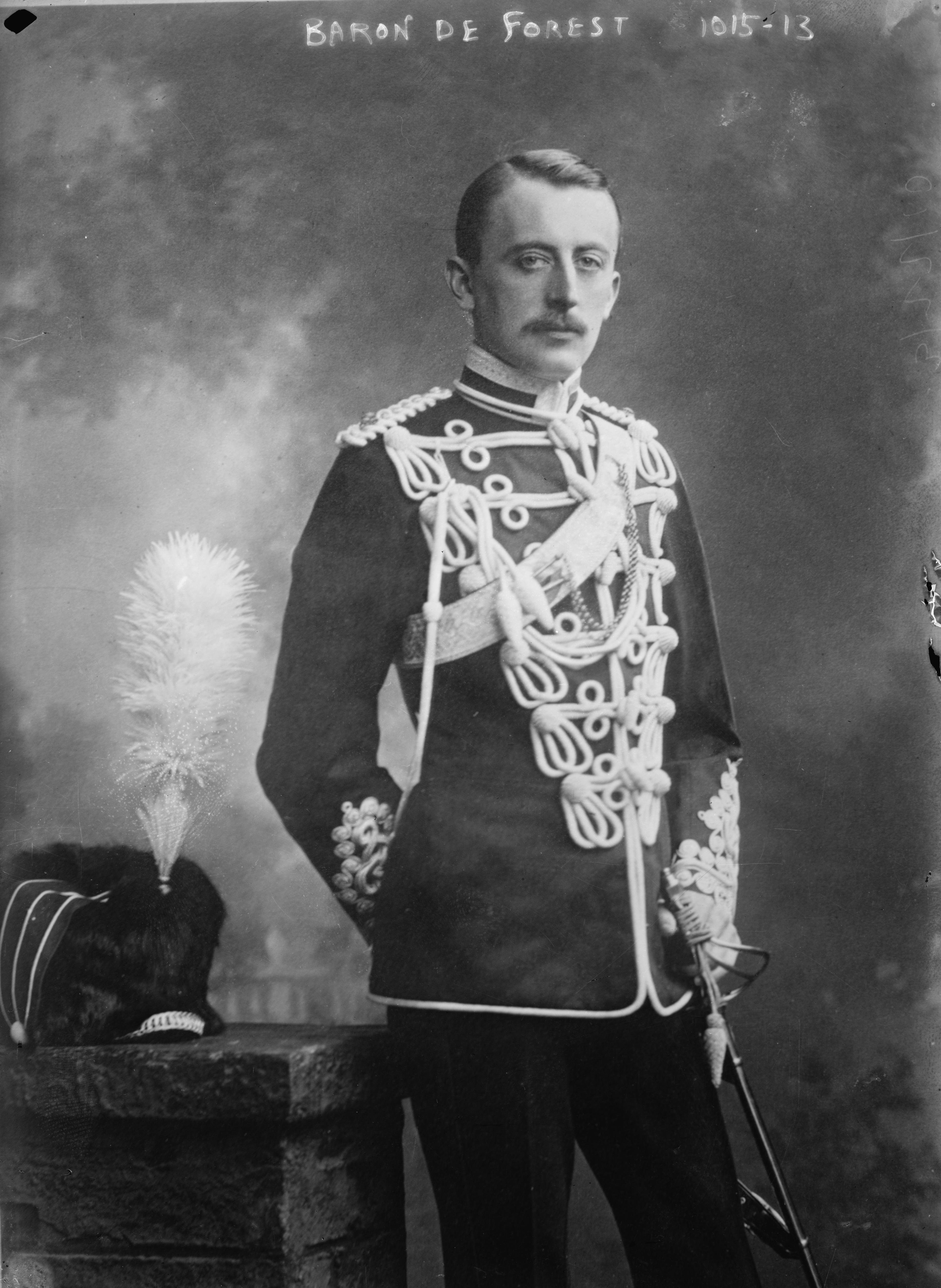
Maurice Arnold Freiherr de Forest-Bischoffsheim, Graf v. Bendern
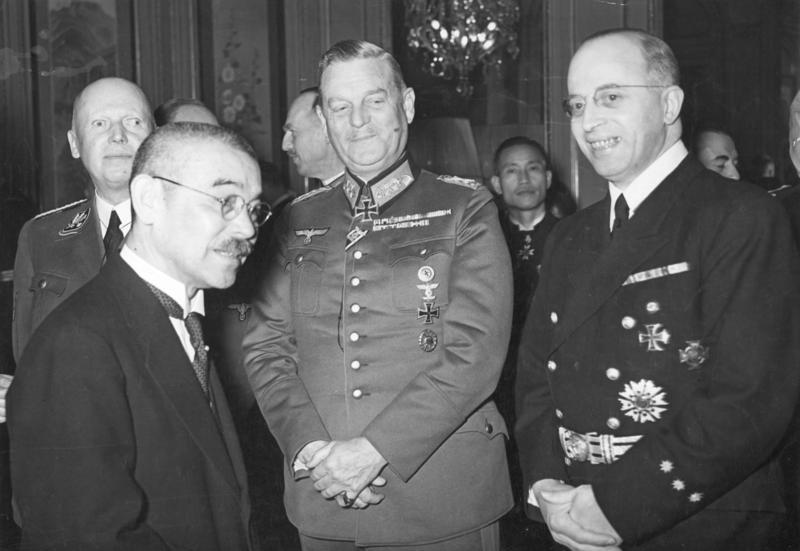
Heinrich Georg Freiherr v. Stahmer, Graf v. Silum am 29. März 1941 (erster von rechts)
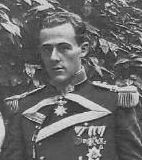
Max Egon zu Hohenlohe-Langenburg
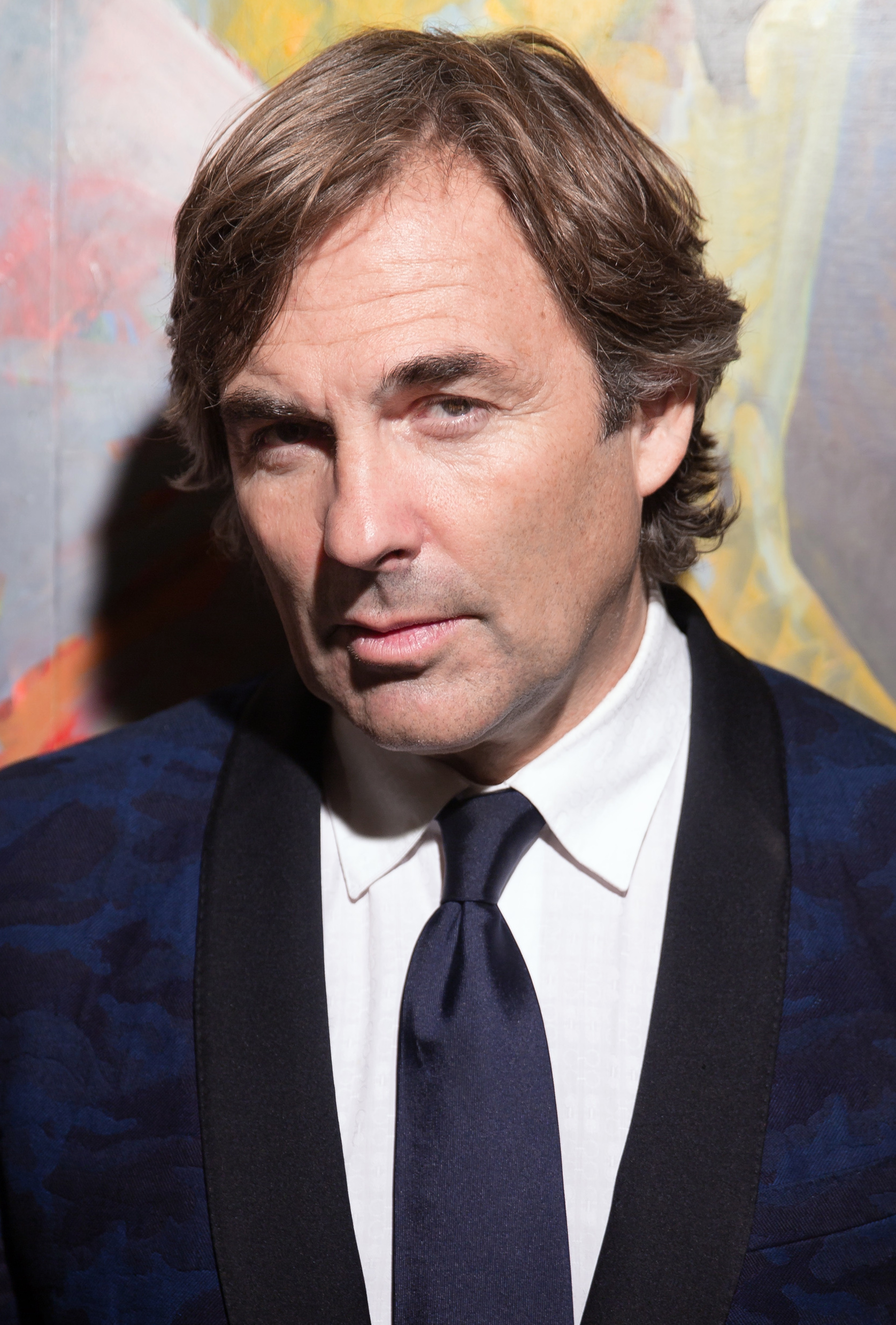
Hubertus von Hohenlohe
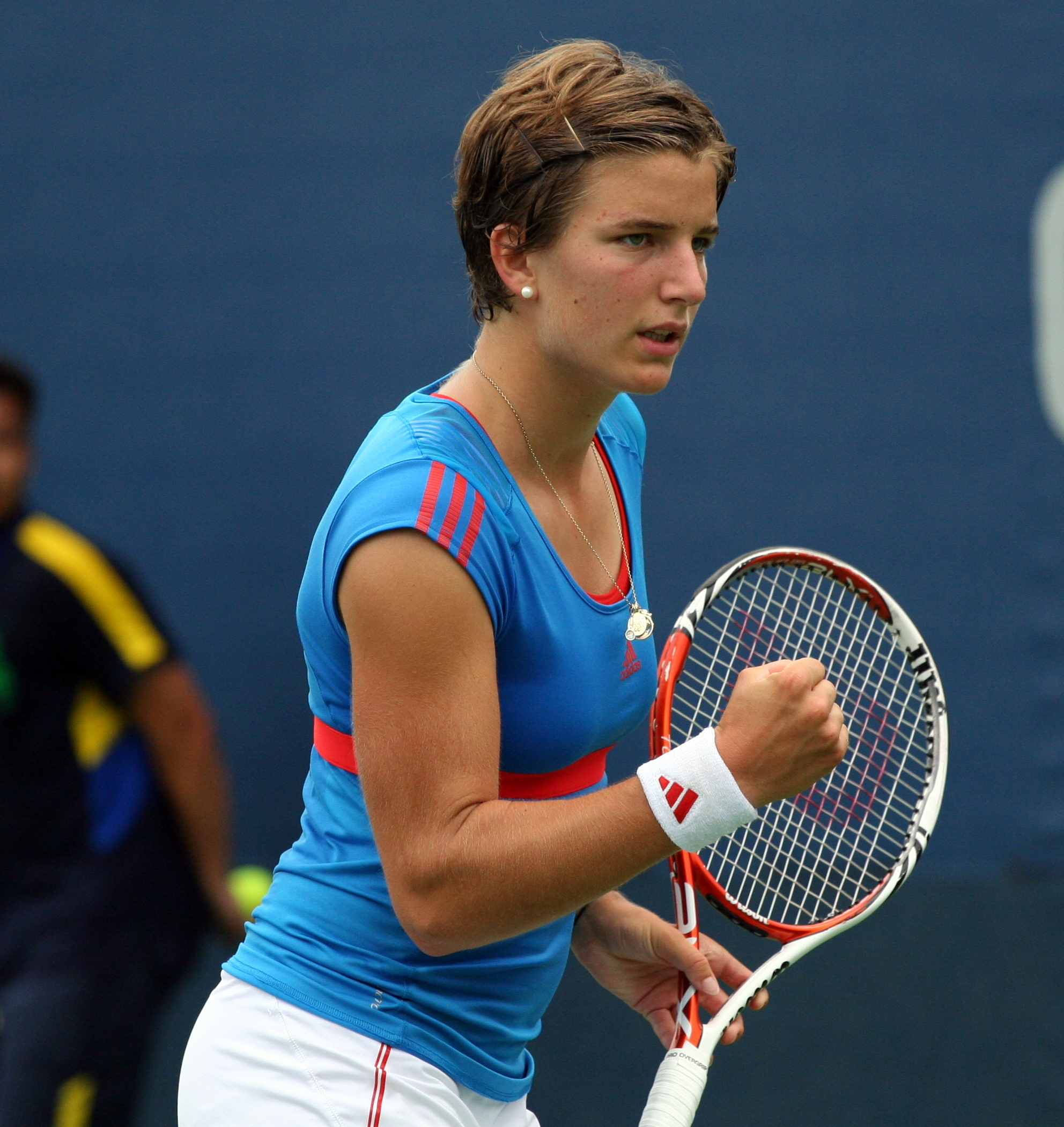
Kathinka v. Deichmann